# Phraepsyche danaos
Phraepsyche danaos là một loài Trichoptera trong họ Odontoceridae. Chúng phân bố ở miền Ấn Độ - Mã Lai.